# Taifa de Alpuente
La Taifa de Alpuente o Al-Būnt era uno de los reinos de taifas creados a raíz del fin del Califato de Córdoba en la península ibérica en 1010.
Establecida en el municipio de Alpuente (en la actual comarca de los Serranos en el interior de la provincia de Valencia) a partir de un antiguo asentamiento bereber, los Banu Qasim (o Banū Qāsim), que serían reyes de 1009 hasta el 1104-1107, cuando fueran conquistados por los almorávides. Su origen era de bereber de la tribu Kutama.

## Mapas

Los reinos de taifas en 1031
Reinos de taifas (1080)
Expansión de la Taifa de Zaragoza